# Mongke Temur
Mangu Timur, Mangu-Timur o Mungka Timur (a les monedes també Mongke Temur o Mongke-Temur, en mongol Möngke Temur o Möngke-Temur) de mal nom Kuluk (el Gloriós o el Cèlebre) fou kan de l'Horda d'Or del 1267 al 1280.

## Origen i nomenament
Era fill de Tokutan i net de Batu Khan (fill de Jotxi, el fill de Genguis Kan). Va succeir (gener de 1267) a Berke Khan a la mort d'aquest vers finals del 1266. Batu Khan tenia quatre fills: Sartak, Tutukan o Toghan, Andawan i Ulaghji o Ghulasji. Sartak va deixar
un fill anomenat Kanju, que segurament ja era mort el 1266 quan va morir Berke Khan. Extinta la branca de Sartak, l'herència passava a la branca de Tutukan (Tutukan vol dir "El Falcó") que va deixar cinc fills: Bartu, Mangu Timur, Burasinku, Tuda Manga, i Udaji, dels quals amb tota probabilitat el gran, Bartu, també ja era mort. L'herència per tant passava a Mangu Timur; la seva mare era germana d'una de les esposes d'Hulagu de Pèrsia, sent les dues filles de Buka Timur la mare del qual, Chichegen, era la quarta filla de Genguis Kan. Mongke o Mangu va concedir el país de l'Horda Blanca (Ak Orda) a Behadir, fill de Xiban, i va donar les ciutats de Krim i Kaffa a Urang Timur, fill de Tuka Timur (el germà petit de Batu) fundador de l'Horda Blava. Mangu fou nomenat pel kanat de Quptxaq (conegut com a Horda d'Or) per Kubilai Khan. Només pujar al tron hauria concedit el primer privilegi conegut del clergat grec ortodox. Fou el primer que va fer encunyar monedes amb el seu nom en lloc del nom del gran kan al que no va mantenir la lleialtat.

## Relacions amb Egipte
Va tenir bones relacions amb el sultanat mameluc d'Egipte, el sultà del qual Baibars I, el 1267 li va enviar un missatge de condol per la mort de Berke, i li va oferir suport en la lluita contra Abaqa de Pèrsia.

## Guerra a l'Àsia central
Després de la submissió d'Arigh Boke el 1264, Kaydu Khan, de la branca d'Ogodei, s'havia negar a reconèixer a Kubilai Khan, i havia iniciat la lluita en el seu ulus del Iemil i aviat va aconseguir l'aliança dels prínceps de l'ulus de Jotxi amb el suport dels quals va poder dominar el territori del Iemil, l'antic feu d'Ogodei i Kuyuk. Kaydu Khan, des de la mort de Mongke (1259), havia formant un estat considerable a l'Almaligh (Olimali) on havia esdevingut força popular entre el poble i els caps tribals a l'est de Turfan i oest i nord de l'Altai, imposant-se a diversos prínceps de la seva família, i va rebre sens dubte el suport de Mongte Temur.
Kubilai Khan va nomenar el 1265 Borak Khan com a kan de Txagatai amb la intenció de fer front a Kaidu Khan. Però Borak es va aliar a Kaidu i junts van dominar el Turquestan que era un domini imperial que no corresponia a cap kanat. Els dos aliats van acordar dividir Transoxiana entre ells però quan Kaidu se'n va haver de retirar, Borak va ocupar la seva part; quan Kaidu va retornar, fou derrotat a la riba del Sihun pel seu antic amic i aliat. Vers el 1269 Mongke Temur va enviar un exèrcit de 50.000 homes manat pel seu oncle Berkečar o Bekerjar en expedició a l'Àsia central en ajut del seu aliat Kaidu, en contra de Barak. Borak fou derrotat però finalment els tres prínceps van acordar la pau i van dividir Transoxiana entre ells, en un kuriltay celebrat el 1269 a la riba del riu Talas, que va presidir Kaidu; Borak va rebre dos terços de Transoxiana i un terç (segurament un terç dels ingressos) va quedar conjuntament per Kaidu i Mongke Temur. Borak Khan de Txagatai es queixava de la petitesa del seu domini, i es va acordar que feria una invasió del Khurasan rebent ajut de Mongke i Kaidu

## Relacions amb els prínceps russos
A la mort d'Alexandre Nevski el 1263 l'havia succeït en el tron del gran principat de Vladímir el seu germà Andreu, que només va viure uns mesos i fou succeït llavors pel seu germà Iaroslav de Tver. Nóvgorod era membre de la Lliga Hanseàtica i la classe dirigent eren comerciants rics i emprenedors; les seves llibertats municipals eren molt superiors a les de Lübeck i Hamburg; per un tractat el gran príncep s'havia compromès a no nomenar a Nóvgorod més que natius per les magistratures, que havien de ser persones acceptades pels possàdniks o classe dirigent; els ingressos que rebia el gran príncep no podien ser anomenats taxes sinó regals; ni el gran príncep ni els seus boiars podien adquirir heretats a terres de Nóvgorod;
el gran príncep només podia fer una visita a la tardor i a la zona del llac Ladoga només es permetia la presència d'un oficial encarregat del control de la pesca i l'hidromel per ús del gran príncep; els ciutadans no podien ser traslladats de les seves terres ni se'n podia disposar de cap manera, ni podien ser agafats com a deutors i els notables que visitaven el país havien de pagar per l'hostatge i allò que fessin servir; pel seu costats els ciutadans novgorodians estaven obligats a pagar taxes d'una pell d'esquirol per cada carruatge o barca petita, i una bala de lli o similar. Nóvgorod estava en guerra contra Lituània on regnava Mindaugas (Mindug), a causa de l'assassinat del cunyat d'aquest, Tortivil, príncep de Polotsk, el 1263; els fills de Tortivil s'havien refugiat a Nóvgorod. El fill de Mindung, Voichelg, després d'un regnat de notable crueltat a Novogrodok, havia estat batejat durant la vida del seu pare i havia ingressat en un monestir a la riba del Niemen, on vivia; però quan el seu pare fou assassinat va sortir del retirament (1264) i es va posar al front d'un exèrcit de lleials, exercint terrible venjança, sent ràpidament reconegut com a rei; 300 famílies lituanes es van refugiar a Pskov, la ciutat germana de Nóvgorod. Els habitants de Pskov van posar al seu front a un parent de Mindug, Dovmont, que s'havia fet cristià, sense consentiment de Iaroslav; Dovmont va assolar la província lituana dominada pel príncep Gerden; aliats pskovians i novgorodians van lluitar també contra els danesos, que governaven Estònia i estaven aliats als Cavallers Teutònics de Livònia. La lluita fou dura i les morts considerables; els novgorodians i pskovians van portar la pitjor part; Iaroslav no era favorable a la guerra però els novgorodians eren obstinats, i forçat per les circumstàncies va donar suport als seus nominals vassalls, enviant a Nóvgorod a les forces del príncep de Súzdal; també hi va anar Amragan o Arghaman, el cap tàtar comissionat pel principat de Vladímir i el seu gendre Haidar; el consell celebrat a Nóvgorod va acordar un atac a Reval però els danesos, espantats pels preparatius, van acceptar entregar el país a la vora del Narva als russos.
Se sap també de les relacions d'alguns prínceps russos amb el kan: Gleb, el príncep de Bielosersk, que el va visitar i va retornar sense problemes; Romà, príncep de Riazan, en canvi, va parlar malament de l'islam que la cort del kan havia adoptat, i se li va tallar el cap. Tot i aquest fet aïllat, Mongke Temur fou tolerant amb els cristianisme, i hi havia bisbat a Nova Sarai.

## Pau amb Pèrsia
El 1269 Mongke Temur va enviar una ambaixada a Damasc, en territori mameluc, on es va reunir amb una ambaixada imperial romana d'Orient i una de l'il-kànida Abaqa. Encara que la guerra havia seguit fins llavors no s'havia produït cap invasió perquè Abaqa havia fet construir una muralla (anomenada Siba) prop de Derbent. En la reunió del 1269 es va signar la pau amb Abaqa tot i les pressions egípcies per seguir la guerra. En endavant la pau es va mantenir i fins i tot es va desenvolupar una certa amistat.
La primavera del 1270 Borak va envair Khurasan, però ja no va tenir el suport de Mongke, que havia fet la pau amb Abaka. Borak fou derrotat i va morir poc després. Per aquest temps (1270 o 1271) un cap esmentat com Bisou Nogai va comunicar al sultà egipci que havia adoptat l'islam com a religió. Aquest Bisou ha estat identificat com Nogai Noyan.

## Intervenció a Nóvgorod
Poc temps després de la seva mitja victòria contra Dinamarca, el poble de Nóvgorod va declarar deposat a Iaroslav per incapacitat i tirania, vers el 1270. Com el seu germà, Alexandre Nevski, Iaroslav sembla que estava en bones relacions amb els tàtars al que ara va demanar ajut i va enviar a l'ambaixador Ratibor que havia estat expulsat de Nóvgorod quan suposadament havia anat a aquesta ciutat a demanar el tribut a causa del kan. Mongke va enviar un exèrcit, que poc després fou cridat abans d'actuar, a petició de Basili, germà de Iaroslav, que va explicar als tàtars que els novgorodians tenien bones raons per fer el que havien fet i que la història de Ratibor sobre la seva expulsió era falsa. Llavors Iaroslav va haver d'atacar sol als seus subjectes rebels amb els quals finalment va acordar la pau per la mediació de Ciril, metropolità de Kíev; el tractat signat, conservat als arxius russos, hi consta la signatura de dos enviats del kan; segons el tractat Iaroslav era reconegut altre cop a Nóvgorod, on seria reinstal·lat pels enviats del kan.

## Transoxiana
Els sedentaris de Transoxiana estaven en aquest temps sota administració del comissari imperial Masud Beg (fill i successor de Mahmud Yalavač) que governava des de vers el 1239; el 1272 Abaqa de Pèrsia, llavors en bones relacions amb Mongke Temur, hi va enviar un exèrcit sota comandament de Yussuf i Kargadai (fills de Chin Timu), de Churgadai i de Dabogha, que va atacar Coràsmia devastant Urgendj, la capital, i Khivà i Karakush, dues ciutats destacades del país.

## Suport als prínceps russos
El 1273, el kan va rebre la visita del gran príncep Iaroslav, del seu germà Basili, i del nebot Demetri Alexàndrovitx. Iaroslav va morir de camí a la tornada i el va succeir el seu germà Basili, gran príncep de Kostromà; encara que els dos tenien el suport dels novgorodians el primer va predominar perquè controlava Súzdal, el graner de Nóvgorod; sembla que Basili va haver d'aturar les exportacions de gra i provocar una fam per decidir els vots; Von Hammer diu que Basili, amb suport dels tàtars, va atacar Nóvgorod, mentre el seu nebot Sviatoslav de Tver, assolava les ciutats de Volok, Bejesk i Wobogd al Volga. El 1375 Basili va anar en persona a veure al kan.
El príncep d'Halicz (Galítzia), Daniel, va morir vers 1264 i els van succeir els seus fills Lev I o Lleó a Premysl; Mitislav a Lutsk i Dubno i Schvarn a Halicz, Kholm i Droguichin; tots reconeixien a Vassilko de Vladímir com el seu superior feudal. Poc després Voichelg, el príncep monjo de Lituània, que havia deixat l'hàbit de monjo sper assolir el poder reial (1264) i en poc temps havia reunit sota el seu poder diversos petits principats lituans, va renunciar en favor del príncep Schvarn, i va retornar al monestir (1267); això va molestar a Lev o Lleó que va fer assassinar Voichelg a traïció, quan l'havia convidat a un acte (1268). Schvarn no va poder conservar gaire temps el seu domini lituà, on fou proclamat Troiden (1269), que era pagà. Vassilko va morir poc després i el va succeir el seu fill Ivan Vladímir. Lev (o Lleó) va heretar Halicz, Kholm, Droguichin del seu germà Schvarn, i va establir la capital a la nova ciutat de Lvov. Els lituans no oblidaven el crim contra el seu príncep Voichelg, i el 1275 es van apoderar de Droguichin, van matar a molts dels seus habitants, van creuar el Dnièper i van caure sobre el principat de Txernigov. Lev o Lleó va cridar en ajut als tàtars.

## Conflicte amb Kubilai Khan
El 1275 Kubilai Khan va enviar els seus fills Numugan i Kukju i altres prínceps, per fer front a Kaidu Khan i els seus aliats, i va nomenar a Numugan com a governador d'Almaligh; entre els prínceps que l'acompanyaven n'hi havia un de nom Toktimur, que va proposar a Shireki, fill de Mongke, de pujar al tron; els conspiradors es va apoderar dels dos fills de Kubilai i del general Hantong (1277); els dos fills foren enviats a la cort de Mongke, que immediatament els va retornar al gran kan. Mentre Kubilai va atacar als rebels i els va derrotar. Toktimur, descontent amb Shireki, el va deposar i va posar al seu lloc a Sarban, fill de Txagatai Khan enviant missatgers a informar a Kaidu i a Mongke Temur. Però Toktimur fou assassinat poc després per Shireki al qual Sarban es va sotmetre; aquest fou enviat a l'ulus de Kochi Oghul, net de Jotxi, però quan la comitiva passava pel districte de Jend i Uzkend fou atacada per seguidors de Sarban que nomaditzaven a la zona, i fou alliberat. Aquest Kochi Oghul net de Jotxi, seria la mateixa persona que Kapge (+1301), fill d'Orda Khan (fill de Jotxi) que tenia les seves terres a Gazni i Bamian i territoris de la rodalia.

## Expedició al Caucas
Basili havia visitar al kan el 1275 i va morir en el camí de tornada a Kostromà. El va succeir (1276) el seu nebot Demetri Alexandrovitx, fill d'Alexandre Nevski el qual va rebre l'homenatge de Nóvgorod. L'hivern del 1277 (cap al 1278) els prínceps Boris de Rostov (un estret aliat de Mongke Temur), Gleb de Bielo Ozero, Feodor Rostislavovič de Iaroslav (casat amb una filla del gran kan Mongke), i Andreu de Gorodetz (germà de Demetri) van marxar amb les seves forces cap al sud, per orde de Mongte Temur, en suport dels tàtars en la seva campanya contra els ossetes (ases o yasses, antics alans) muntanyencs que no es volien sotmetre als tàtars. Els aliats van aconseguir el 8 de febrer de 1278 la conquesta de la ciutat de Dediakov o Tetiakof, al lloc (o molt a prop) de la moderna fortalesa de Vladikavkaz (avui capital d'Ossètia-Alània). Els tàtars van compatir les terres conquerides amb els russos. No obstant això, els tàtars també s'aprofitaven de la desunió dels principats i el 1278 van cremar Riazan. Miquel i Fiódor, de Iaroslav, van entrar al servei dels tàtars sembla que com a mercenaris.

## Contactes amb l'Imperi Romà d'Orient
Mongke Temur va enviar fins a tres vegades a Teognost o Teognestes, bisbe de Sarai, a l'Imperi Romà d'Orient, en diverses missions polítiques. Una de les vegades fou el 1277.

## Guerra amb Polònia
El 1279, en resposta a la crida de Lleó d'Halicz, el tàtars van enviar contingents que es van reunir amb les tropes russes d'alguns prínceps, però el resultat no fou gaire afortunat i quan els tàtars es van retirar a més es van emportar els ramats i els béns dels seus aliats. Irritat per aquest fracàs, Nogai Noyan va enviar noves forces que junt amb els russos van atacar Grodno i al mateix temps fou atacada Novogrodek; la primera fou defensada per una guarnició d'alemanys que donaven suport a Troiden de Lituània. Els mongols foren un fuet pels enemics però una càrrega pels aliats. Fora del botí els atacants van aconseguir molt poc.
El 1279 a la mort de Boleslau I el Gran de Polònia, els tàtars i russos aliats van devastar els districtes de Lublin i Sandomir i encara que foren derrotats el 3 de febrer de 1280 a Goslic, prop de Sandomir van poder retornar amb el botí.

## Nomenament de gran príncep
El 1280 Andreu, el germà del gran príncep, instigat per alguns boiars, va conspirar contra el seu germà, i mercès a alguns regals i suborns, va aconseguir de la cort del kan el seu nomenament com a gran príncep i Mongke Temur li va enviar els seus generals Kawghadi i Alchidai amb un exèrcit per auxiliar-lo i va ordenar a diversos prínceps menors a posar-se al seu servei. Com que els prínceps, tot i que a vegades a contracor, van obeir, el gran príncep de Wladirmir va haver de fugir. Els tàtars van assolar Muron, la rodalia de Súzdal, Vladímir, Iúriev, Rostov, Pereièslav, Tver i Torjek i van arribar fins prop de Nóvgorod. Van saquejar les cases, esglésies i monestirs, sense respectar res; molta gent fou emportada com esclaus i les monges i dones foren sovint violades; els camperols pobres es van refugiar a zones desèrtiques on van morir de gana. Pereièslav, que va resistir, va rebre el càstig més dur. No obstant Andreu, el fill d'Alexandre Nevski, va confraternitzar amb els tàtars i els va enviar el seu reconeixement del gran kan.

## Els genovesos de Crimea
Sota el seu regnat els genoveses van ampliar notablement les seves colònies a Crimea i sud de Rússia, amb la idea d'apartar als venecians; amb consentiment dels tàtars van fundar grans factories a Kaffa amb mercats i botigues i van protegir l'establiment amb muralles i rases; així aviat es van assegurar el monopoli en gra, peix i caviar. Sembla que els genoveses van tenir el suport de Urang Timur que tenia feus a la zona de Kaffa i rodalia. Els genovesos es van estendre de Kaffa cap a Sudak, Balaklava, Azov i Kherson. Els venecians van quedar limitats al seu petit establiment a la Vella Tana, el seu mercat més antic a la zona.

## Mort i successió
Segons Barhebraeus el kan mogol Mangu Timur va morir el 26 d'abril de 1282, enverinat a Djazirat Ibn Umar quan es disposava a sortir cap a Nisibin. Va deixar nou fills: Alghu (la mare del qual es deia Chichek), Buzluk, Seraibuka, Toghrul, Bulakhan, Tudan, Tukta, Kadan i Kutukan. Rashid al-Din esment un desè fill de nom Abaji.
Qalawun va enviar dos ambaixadors a la cort de Mongke Temir, de noms Shams al-Din Sunkur al-Gutmi i Saif al-Din al-Khas Turki, portant valuosos regals pel kan, per Nogai Noyan, per Aukji
per Tuda Mungu (l'hereu), per Tulabugha, i per les reines (Chichek, Elchi, Tunkin o Tutelin, Kadaran o Tataian, Sultan Khatun i Khutlu), pel general Maou o Madua, comandant de l'ala esquerra, per Tira, comandant de l'ala dreta, per Kalik, esposa de Kukji i pel sultà Ghiyath al-Din, fill d'Izz al Din Kaykaus II antic governant de Rum. A l'arribada dels ambaixador Mongke Temur ja havia mort i els regals que li corresponien foren entregats al seu successor. El seu títol es dona com a "Kilk" que vol dir roba brodada.
A algunes monedes s'anomena Mongke Temur el Suprem i en altres Mongke Temur el Just. Les seves monedes foren encunyades a Bolghar, excepte una de 1266/1267, la més antiga coneguda, encunyada a Krim.